# 平岩康佑
平岩 康佑（ひらいわ こうすけ、1987年9月2日 - ）は、日本のフリーアナウンサー、実業家。株式会社ODYSSEY代表取締役。
東京都品川区出身。2018年6月15日まで在籍していた朝日放送テレビ（ABCテレビ）のアナウンサー時代から、「eスポーツキャスター」（eスポーツイベントの実況アナウンサー）として活動している。また、ワタナベエンターテインメントにも籍を置いている。

## 来歴・人物
法政大学第二高等学校から法政大学法学部へ進学。大学時代には、アナウンサーを多数輩出している同大学の自主マスコミ講座に参加していた。
その一方で、在学中にアメリカ合衆国ワシントン州の大学へ編入。経営学を専攻し1年間学んだ後に、バックパッカーとして世界一周を経験した。現在は日本に在住しているが編入した海外大学に学籍があり在学中。
法政大学卒業後の2011年に、古川昌希とともに、朝日放送（当時）へアナウンサーとして入社。同年7月5日放送の『おはよう朝日です』（朝日放送テレビ）と『おはようパーソナリティ道上洋三です』（朝日放送ラジオ、以下『おはパソ』と略記） で、古川とともに番組デビューを果たした。
2011年10月からは、『おはよう朝日です土曜日です』（前述『おはよう朝日です』の土曜版）で、古川などとともにリポーターを務めた。また、同年度のナイターオフ期間（同年11月 - 2012年3月）には、ラジオで期間限定放送の生ワイド番組『おっちゃんラジオ　小縣裕介のガッチ・ザ・グレイト』にも古川と交互にコーナー出演。「今週のヒライワン!」というコーナーで、自ら取材したトレンド情報を紹介したり、就職活動での経験談を語ったりしていた。
2012年からはスポーツアナウンサーとしての修業を開始。プロ野球中継や、朝日放送テレビが関連会社のスカイ・エーやスカチャン・J SPORTS向けに放送するJリーグ中継でリポーターを務めていた。同年の全国高校野球選手権大会中継では、「燃えろ!ねったまアルプス」（テレビ中継に挿入される阪神甲子園球場アルプススタンドからの応援リポート）のリポーターと、試合終了後の選手インタビュアーを兼務した。朝日放送の関連会社・スカイ・エーでは、同年11月に第43回全国高等学校アメリカンフットボール選手権大会・関東地区決勝の中継、同年12月に第43回全国高等学校アメリカンフットボール選手権大会決勝戦「クリスマスボウル」の中継で実況デビュー。2013年1月1日にテレビ朝日系列で放送された『志村&所の戦うお正月』（朝日放送・テレビ朝日共同制作の新春特別番組）では、名物コーナー「豪邸お宝目利き対決」のロケ進行MCとして、地上波での全国放送に初めて登場した。
朝日放送ラジオでは2012年から、『F.C.オフサイドトーク』（サッカー情報番組）や『スポーツにぴたっと。』（ナイターオフ期間限定のスポーツ情報番組）にも、不定期でリポーターとして出演。同年11月5日から2013年3月25日までは、『これぞ!Bs魂 〜気になるオリックス・バファローズ〜』で、朝日放送への入社後初めてのレギュラーパーソナリティを務めた。その一方で、同局の主催によるザ・シンフォニーホールでのクラシックコンサートでは、入社1年目から年に数回司会を担当していた。
特技は、英会話・バック宙・ヒップホップ系の洋楽鑑賞など。陸上競技部に所属していた中学・高校時代には、走り幅跳びの選手として、50m走で5秒89を記録したこともあるという。『おはパソ』でラジオ番組へのデビューを果たした際には、TOEICで900点を記録したことや、スーツを着たままのバック宙もこなせることを語っていた。スポーツアナウンサーとしての活動を始めてからは、英語を話せる阪神やオリックスの外国人選手に英語で直々に取材したうえで、その内容をプロ野球中継や関連番組で披露することが多い。また、2015年の時点でスノーボードを17年間経験しているほか、2014年秋からはスキューバダイビングに取り組んでいる。
パソコンを自分で組み立てたり、プロ野球の中継に必要なデータをクラウドコンピューティングで管理したりするなど、公私にわたってITを積極的に活用。「将来は人工知能に実況資料を作成させたい」と話していた。その一方で、ジョージ・ルーカスへの憧れから映画監督を志したり、学生時代に1年間で300本以上の作品を鑑賞したりしたほどの映画好き。eスポーツ・オンラインゲーム・カードゲームなど、大のゲーム好きになったことも公言している。テレビゲームについては、中学生時代から海外のテレビゲーム（ファーストパーソン・シューティングゲームなど）にのめりこんでいるという。ちなみに、大学卒業後の就職活動では、朝日放送に加えて任天堂からも採用の内々定を得ていた。
2017年からは、朝日放送アナウンサーとして活動するかたわら、サイバーエージェントが運営するOpenRec.TVやAbemaTVなどでゲームの実況を担当。「ゲームの実況に携われることはとても幸せ」と語っていた。その一方で、8月の第99回全国高等学校野球選手権本大会では、ラジオ中継で開会式を初めて実況。テレビ中継では、8月9日の1回戦（作新学院対盛岡大学附属高校）で実況を担当したところ、この年のANNアナウンサー賞スポーツ実況部門で優秀賞を受賞した。
2018年には、「パワプロチャンピオンシップ2017」（幕張メッセ）で実況を担当すると、3月から「eスポーツキャスター」という名義でTwitter上に個人アカウントを開設した。4月までは、朝日放送グループ（朝日放送テレビ・朝日放送ラジオ）制作のスポーツ中継や『おはようコールABC』（朝日放送テレビ平日早朝の生放送番組）の月曜日に出演していた。スポーツアナウンサーとしては、同月までのテレビ・ラジオ中継で実況を担当したNPB一軍公式戦84試合のうち、43試合が阪神タイガース戦であった。しかし、同月25日に『ABCフレッシュアップベースボール』（朝日放送ラジオ）で放送された東京ヤクルトスワローズ対阪神戦（松山坊っちゃんスタジアム）中継での実況を最後にスポーツ中継への出演を終了。『おはようコールABC』を4月30日放送分で降板すると、翌5月1日付で、朝日放送グループが運営する公式サイトのアナウンサー関連ページからプロフィールが削除された。その後は、活動の軸足を、スポーツ中継からeスポーツ関連のイベントに移行。また、自身のマネジメント、「eスポーツキャスター」の育成、eスポーツイベントの制作・興行・コンサルティング、イベント関連番組の配信・制作を目的に、株式会社ODYSSEYを設立。
2018年6月15日付で、朝日放送テレビを退社。これを機に、eスポーツキャスターへ本格的に転身した。朝日放送テレビの発足時点（同年4月1日付）で同社に在籍していたアナウンサーの退社や、日本の放送局に勤務していたアナウンサーによる「eスポーツキャスター」への転身は、いずれも初めて。自身は転身に際して、「小学生時代からテレビゲームで遊ぶのが大好きだったので、『eスポーツが（日本以外の国での競技人口が1億人を超えたり、国際オリンピック委員会が2024年パリオリンピックから正式競技へ採用することを検討したりするなど）盛り上がっているのに、関わることができなければ後悔する』と思った。今後は、スポーツ中継で培った実況の技術を生かしながら、（eスポーツ専門の実況アナウンサーとしてeスポーツの）大会を盛り上げたい」と述べている。以上の経歴と活動は、2019年1月12日に、『朝日新聞』朝刊2面の「ひと」欄でも取り上げられた。
2019年11月からは、Yahoo!ニュースの公式オーサーとして、eスポーツやゲームに関する記事を執筆。2020年10月からは、テレビ朝日のeスポーツ情報番組『ReAL eSports News』にレギュラー出演が決まった。また『いわかける! - Sport Climbing Girls -』（古巣の朝日放送テレビで放送されるアニメ版）にMC役で出演していた。
日本eスポーツアワード2024にて、eスポーツキャスター賞を受賞。

## 現在（フリーアナウンサー転向後）の出演作品

### テレビCM
- 実況パワフルプロ野球2018（コナミデジタルエンタテインメント、スポーツキャスター役）
  - 本名で出演しているため、CM映像にフルネームで表示される氏名のロゴには、ひらがなによる読み仮名が付けられている。朝日放送テレビを退社した2018年の第100回全国高等学校野球選手権記念大会の期間中には、同局とテレビ朝日の共同制作による『熱闘甲子園』の前後に、カウキャッチャーやヒッチハイク扱いで連日放送された。
  - 2018年11月には、NPB（日本プロ野球機構）とコナミデジタルエンタテインメントの共催による日本初のプロ野球eスポーツリーグ「eBASEBALLパワプロ・プロリーグ」で、一部試合の実況を担当。

## 朝日放送テレビアナウンサー時代の出演番組
朝日放送テレビへの配属後に出演した番組を含む。
- 全国高校野球選手権大会中継（テレビ・ラジオ）
  - 入社1年目の2011年はテレビ中継の「燃えろ!ねったまアルプス」のリポーターのみ担当。2012年には、スポーツアナウンサーの一員として、ラジオ中継を中心に試合終了後の選手インタビュアーも兼務した。2013年からは選手インタビュアーとラジオ中継の実況、2014年からはテレビ中継の実況も務めた。2017年には、ラジオ中継で開会式の実況を担当。

### テレビ
- ABC NEWS（不定期、プロ野球シーズン中でも担当）
- 速報!甲子園への道
  - 入社1年目の2011年には、関西ローカルパートにのみ、古川と交互でアシスタント兼リポーターとして出演。2013年からは、スポーツアナウンサーとして、全国ネットパートのナレーターを日替わりで担当。
- おはよう朝日です土曜日です（2011年10月1日 - 2015年3月28日）
  - 当初はリポーター専任。2012年5月12日の放送からは、古川と交互に隔週で「おは土　情報アップデート」の進行キャスターを兼任。2013年4月6日の放送からは、古川と交互に「ニュースヘッドライン」のキャスターを務めた。
  - 古川が『キャスト』（平日夕方のローカル報道・情報番組）のサブキャスターへ異動した2013年11月以降は、単独で毎週ニュースを担当。2014年4月から2015年3月までは、スポーツキャスターも兼務していた。
- プロ野球・Jリーグなどのスポーツ中継
  - 当初は主にリポーターを務めていたが、2012年に前述のアメリカンフットボール中継で実況デビュー。スポーツアナウンサーとしてオリックス・バファローズを取材している関係で、2013年からは、『スーパーベースボール』で同球団の公式戦（主に阪神タイガースとの関西ダービー）を関西ローカルで中継する場合に副音声（チャンネル2）の実況・進行を担当している。
  - 2015年には、先輩アナウンサーの高野純一に代わって、スカパー!向けのガンバ大阪主催試合中継（朝日放送制作協力分）の実況を担当。6月13日のオリックス対阪神戦（京セラドーム大阪）中継で、地上波テレビでの阪神戦実況デビューを果たした。
- 志村&所の戦うお正月（2013年1月1日、前述）
- 2015 WBSC U-18ワールドカップ準決勝・日本対キューバ戦中継（テレビ朝日制作・地上波の全国ネットおよびBS朝日で放送、2015年9月5日）
  - 会場が阪神甲子園球場で、朝日放送が中継の制作に協力していたことから、リポーターとして出演。当初は、BS朝日での単独中継を予定していた。
- skyA・sports+　プロ野球ドラフト会議中継（2013年・2014年、会場リポートを担当）
- 全日本大学駅伝対校選手権大会中継（テレビ朝日・メ〜テレ共同制作、全国ネット）
  - チェックポイント（中継所）での実況リポート要員の1人として、2015年から2017年まで派遣。
- 全部見せます!ゴルフシリーズ（skyA・sports+）
  - 2015年から出演。同年6月のアース・モンダミンカップより、実況も担当している。
- おはようコールABC月曜日（スポーツキャスター、2017年10月9日 - 2018年4月30日）

### ラジオ
- ABCニュース（不定期、プロ野球シーズン中でも担当）
- おっちゃんラジオ　小縣裕介のガッチ・ザ・グレイト（2012年度のナイターオフ番組、20時台の前半に「今週のヒライワン!」を放送する週に同コーナー限定で出演）
- 平岩康佑のクリスマス直前!アイドルまつり2012（2012年12月23日に「日曜スペシャル」枠で放送、自身初の冠番組）
- これぞ!Bs魂 〜気になるオリックス・バファローズ〜（前川美奈とともにパーソナリティを担当、2012年11月5日 - 2013年3月25日）[14]
- F.C.オフサイドトーク（独立番組時代最後期の2012年に不定期で出演）
- ABCフレッシュアップベースボール
  - 出演初年度の2012年は、系列局への裏送り中継でベンチリポートを担当[15]。2013年からは、自社でオリックス戦を中継する場合（阪神とオリックスが直接対戦する場合など）にも、リポーターとして出演。
  - 2014年からは、朝日放送制作の阪神戦中継でも、阪神側のリポーターとして出演。7月1日放送の対東京ヤクルト戦（倉敷マスカットスタジアム）関西ローカル中継で阪神戦の実況デビュー、8月21日放送の阪神対中日戦（京セラドーム大阪）で全国中継（JRN系列）の実況デビューを果たした。なお、前述の関西ダービーを中継する場合には、従来どおりオリックス側のリポーターを担当。
  - 公式サイトの「実況アナウンサー」欄には、担当3年目の2014年から、番組出演を休止する2018年4月30日までプロフィールを掲載していた。
- 東京箱根間往復大学駅伝競走実況中継（文化放送制作:NRN全国ネット、朝日放送ラジオでも放送）
  - 前任の先輩アナウンサー（清水次郎 → 山下 → 高野）に続いて、2016年から2018年まで派遣。往路・復路とも、戸塚中継所のリポートを担当した。ちなみに、朝日放送テレビでは、平岩退社後の2019年の中継から実況要員のアナウンサーを派遣していない。
- 平岩康佑のちょびっと（2015年12月28日 - 31日、通常は3日間放送だが番組編成の都合により平岩の回は4日間放送された）
- Monday! SPORTS - JAM（2014年10月　- 2017年9月25日）
  - スポーツアナウンサーの先輩に当たる山下剛、後輩の北條瑛祐（2015年3月までは高野）と交互に、ナビゲーターとして出演していた。
- 武田和歌子のぴたっと。シリーズ
  - 2015年度までナイターオフ限定で放送していた第2部（平日17:25 → 17:15 - 19:00）では、『スポーツにぴたっと。』として放送していた2012年度から、リポーターや「ムキムキ!!ノーサイド劇場」の進行役として不定期で出演。通年放送版（平日15:00 - 17:00）では、アシスタント・井之上チャルの休演期間中（2013年2月25日・27日放送分）にアシスタント代理を務めた。
- 堀江政生のほり×ナビ（2016年度のナイターオフ番組）
  - 『武田和歌子のぴたっと。』第2部時代の企画を引き継いだ第1部（18時台）に不定期で出演。ただし、前述した「ムキムキ!!ノーサイド劇場」の進行役を外れている。
- 伊藤史隆のラジオノオト（2017年度のナイターオフ番組）
  - 「虎バンアナウンサー」として、他のスポーツアナウンサーと交互に、18時台の「スポーツヘッドライン」へ出演。

## eスポーツキャスター転向後の主な出演番組

### テレビ
- 芸能界特技王決定戦 TEPPEN(2018年9月29日、フジテレビ)　
  - 番組史上初のeスポーツ対決を、松木安太郎と共に実況。
- 有吉ジャポン（2018年10月27日、TBSテレビ）
  - MCの有吉弘行をはじめ、出演者がストリートファイターVでチョコブランカ（プロゲーマー）に挑む対決の実況を担当。
- ReAL eSports News（2020年10月5日 - 、テレビ朝日）
- マツコ会議（2021年3月13日、日本テレビ）
- クイズプレゼンバラエティー Qさま!!（2022年5月9日、テレビ朝日系列）

以下はいずれも、MBSテレビ制作の番組。
- メッセンジャーの○○は大丈夫なのか?（2018年11月9日） 
  - 「安定した仕事を捨ててまで"一風変わった仕事"に転職する人は大丈夫なのか?」という密着取材企画に、「朝日放送アナウンサーから転職したeスポーツ専門の実況アナウンサー」として出演。
- 痛快!明石家電視台「実際どうなん!? 元・関西局アナ7組14人」（2019年8月5日）
- OFLIFE「平岩康佑　eスポーツ実況アナウンサー」（2019年8月7日）

### ラジオ
- よなよな… 水曜日（2019年8月14日、朝日放送ラジオ）
  - 本来のパーソナリティの1人である近藤夏子に代わって出演。朝日放送アナウンサー時代の先輩で、本来は近藤のパートナーでもある北村真平との共演も実現した。
- 平岩康佑eスタジオ（2020年9月20日、TBSラジオ）

### テレビドラマ
- 魔進戦隊キラメイジャー エピソード11（2020年6月21日、テレビ朝日） - ゲーム大会の実況 役

### テレビアニメ
- いわかける! - Sport Climbing Girls -（2020年10月 - 、朝日放送テレビ） - MC杉本 役

### ゲーム
- ストリートファイター6（2023年、カプコン） - 実況 役

### イベント
- FIA グランツーリスモ チャンピオンシップ 2019 ワールドツアー 第5戦 東京大会（大会総合司会、2019年10月26日・10月27日、第46回東京モーターショー2019、YouTube GRAN TURISMO TV）
- 配信者ハイパーゲーム大会 (実況解説、2023年3月25日・26日、OPENREC.tv)
- 第2回配信者ハイパーゲーム大会 (実況解説、2024年3月16日・17日、OPENREC.tv)
- ALGS Year 4 Championship（総合司会、2025年1–2月大和ハウスプレミストドーム）

## 著書
- 人生の公式ルートにとらわれない生き方 ゲームが好きすぎて局アナを辞めた僕の裏技（2020年12月25日、KADOKAWA）ISBN 978-4046050786